# Satyrus balti
Satyrus balti är en fjärilsart som beskrevs av Robert Christopher Tytler 1926. Satyrus balti ingår i släktet Satyrus och familjen praktfjärilar. Inga underarter finns listade.